# Ebrima Colley
Pour les articles homonymes, voir Colley (homonymie).
Ebrima Colley, né le 1er février 2000 à Serrekunda (Gambie), est un footballeur international gambien qui évolue au poste d'ailier droit au BSC Young Boys.

## Biographie

### Enfance
Ebrima Colley est né le 1er février 2000 dans la grande ville de Serrekunda, située à environ 10km de la capitale gambienne. Il grandit à Tallinding où il commence le football à l'âge de 5 ans.
Son cousin Omar est également footballeur, il évolue à la Sampdoria depuis 2018.

### En club
Il est repéré en 2018 par Maurizio Costanzi, directeur du centre de formation de l'Atalanta Bergame après avoir reçu des avances de la part de Luigi Sorrentino , qui identifie fréquemment des talents en Afrique.
Il intègre directement l'équipe 'primavera' de l'Atalanta, il joue quelques matchs lors de la saison 2017-2018 mais c'est bien lors de la saison 2018-2019 qu'il commence à impressionner le staff de l'équipe première de par ses apparitions décisives et de ses statistiques convaincantes (13 buts en 28 matchs joués).
Il ne lui manque alors qu'une place de libre dans l'effectif pour intégrer l'équipe de Gian Piero Gasperini, cette place se libérera lors de la saison 2019-2020 avec lé départ de Dejan Kulusevski en prêt à Parme.
Le 15 décembre 2019, il joue son premier match professionnel à l'occasion de la 16e journée de Serie A face au Bologne FC. Il remplace Luis Muriel à la 83e minute, l'Atalanta finit par perdre la rencontre sur le score de 2 à 1.

## Statistiques

### Carrière
| Saison                | Club                       | Championnat           | Championnat | Championnat | Championnat | Coupe(s) nationale(s) | Coupe(s) nationale(s) | Coupe(s) nationale(s) | Compétition(s) continentale(s) | Compétition(s) continentale(s) | Compétition(s) continentale(s) | Compétition(s) continentale(s) | Gambie | Gambie | Gambie | Total | Total | Total |
| Saison                | Club                       | Division              | M.          | B.          | P.d.        | M.                    | B.                    | P.d.                  | Comp.                          | M.                             | B.                             | P.d.                           | M.     | B.     | P.d.   | M.    | B.    | P.d.  |
| 2018-2019             | Atalanta Bergame           | Serie A               | -           | -           | -           | -                     | -                     | -                     | C3                             | -                              | -                              | -                              | 2      | 0      | 0      | 2     | 0     | 0     |
| 2019-2020             | Atalanta Bergame           | Serie A               | 5           | 0           | 1           | -                     | -                     | -                     | C1                             | -                              | -                              | -                              | 5      | 0      | 0      | 10    | 0     | 1     |
| Sous-total            | Sous-total                 | Sous-total            | 5           | 0           | 1           | 0                     | 0                     | 0                     | -                              | 0                              | 0                              | 0                              | 7      | 0      | 0      | 12    | 0     | 1     |
| 2020-2021             | Hellas Vérone (prêt)       | Serie A               | 23          | 1           | 0           | 2                     | 1                     | 0                     | -                              | -                              | -                              | -                              | 3      | 0      | 0      | 28    | 2     | 0     |
| 2021-2022             | Spezia Calcio (prêt)       | Serie A               | 11          | 0           | 1           | 2                     | 1                     | 0                     | -                              | -                              | -                              | -                              | 6      | 0      | 0      | 19    | 1     | 1     |
| 2022-2023             | Fatih Karagümrük SK (prêt) | Süper Lig             | 27          | 1           | 7           | 3                     | 1                     | 3                     | -                              | -                              | -                              | -                              | 3      | 0      | 1      | 33    | 2     | 11    |
| Sous-total            | Sous-total                 | Sous-total            | 61          | 2           | 8           | 7                     | 3                     | 3                     | -                              | 0                              | 0                              | 0                              | 12     | 0      | 1      | 80    | 5     | 12    |
| 2023-2024             | BSC Young Boys (prêt)      | Super League          | 24          | 3           | 4           | 2                     | 0                     | 0                     | C1+C3                          | 2+1                            | 1+0                            | 0+0                            | 7      | 2      | 0      | 36    | 6     | 4     |
| 2024-2025             | BSC Young Boys             | Super League          | 26          | 3           | 4           | 4                     | 1                     | 0                     | C1                             | 9                              | 0                              | 0                              | 2      | 0      | 0      | 41    | 4     | 4     |
| Sous-total            | Sous-total                 | Sous-total            | 50          | 6           | 8           | 6                     | 1                     | 0                     | -                              | 12                             | 1                              | 0                              | 9      | 2      | 0      | 77    | 10    | 8     |
| Total sur la carrière | Total sur la carrière      | Total sur la carrière | 116         | 8           | 17          | 13                    | 4                     | 3                     | -                              | 12                             | 1                              | 0                              | 28     | 2      | 1      | 169   | 15    | 21    |

## Palmarès

### En club
| Atalanta Bergame rés. - Championnat d'Italie Primavera - Champion en 2019 (it) et 2020 (it) - Supercoupe d'Italie Primavera - Vainqueur en 2020 (it) Young Boys Berne - Championnat de Suisse - Champion en 2024 |